# Goode Beach
Goode Beach ist ein Sandstrand im Süden des australischen Bundesstaats Western Australia. Er liegt bei den Orten Goode Beach und Vancouver Peninsula.
Der Strand ist 3,2 Kilometer lang, bis zu 50 Meter breit und öffnet sich in Richtung Osten zum King George Sound, der in diesem Teil Frenchman Bay genannt wird. Er liegt auf der Vancouver-Halbinsel, Teil der Torndirrup Peninsula.
Ein paar Fußwege führen von Parkplätzen im Norden und im Süden zum Strand. Goode Beach wird nicht von Rettungsschwimmern bewacht.